# أندرسون مارسيلو دا سيلفا
أندرسون مارسيلو دا سيلفا (بالبرتغالية: Ânderson Marcelo da Silva‏) هو لاعب كرة قدم برازيلي، ولد في 23 يناير 1981 في كالوري في البرازيل. لعب مع نادي أستيراس تريبوليس ونادي الشارقة ونادي برازيليا ونادي بوافيشتا ونادي فيلا نوفا.